# Roncaiola
Roncaiola ist eine Fraktion der Gemeinde Tirano in der Provinz Sondrio, Lombardei in Italien und liegt am Südhang des Monte Masuccio in etwa 802 m Seehöhe, etwa 1,5 km Luftlinie von der Schweizer Grenze entfernt. Nach Tirano sind es etwa 3 km.

## Geschichte
Roncaiola war schon in prähistorischer Zeit besiedelt. Die Kirche Santo Stefano wurde 1690 erbaut.
Die erste Naturstraße wurde 1922 gebaut, elektrische Energie gibt es seit 1928 im Dorf. 2017 lebten 40 Personen im Dorf.

## Wirtschaft
Roncaiola war und ist landwirtschaftlich dominiert, vor allem durch Weinbau. Der Tourismus spielt eine untergeordnete Rolle.
Aufgrund der mangelnden Erwerbsmöglichkeiten in Roncaiola, der Trennung des Veltlins von der Schweiz 1798 und der Nähe zur nunmehr Schweizer Grenze entwickelte sich schon im 19. Jahrhundert eine rege Schmuggeltätigkeit, die für einen gewissen Wohlstand im Dorf sorgte. Als es in den 1970er-Jahren zu einer Abwertung der Lira kam, sanken auch die Gewinnmargen im traditionellen Schmuggel von der Schweiz nach Italien stark und die Schmuggeltätigkeit reduzierte sich ebenfalls drastisch.

## Verkehr
Roncaiola liegt an einem alten Verkehrsweg von San Romerio (Berninaroute – Via Bernina) in die Schweiz und den Bodensee-Raum (Via Valtellina) über den Berninapass bzw. der norditalienische Tiefebene (Po-Ebene) nach Italien.

## Sehenswürdigkeiten
- Kirche Santo Stefano.

## Wanderwege

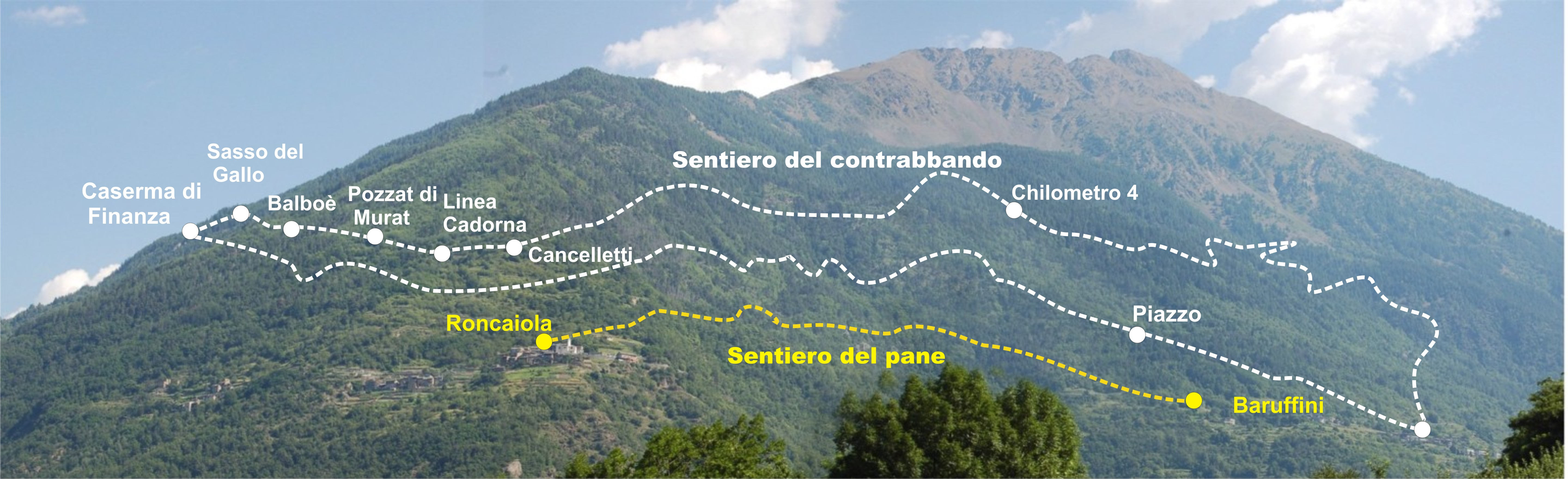
Monte Masuccio – Der Brotweg und der Schmuggelpfad

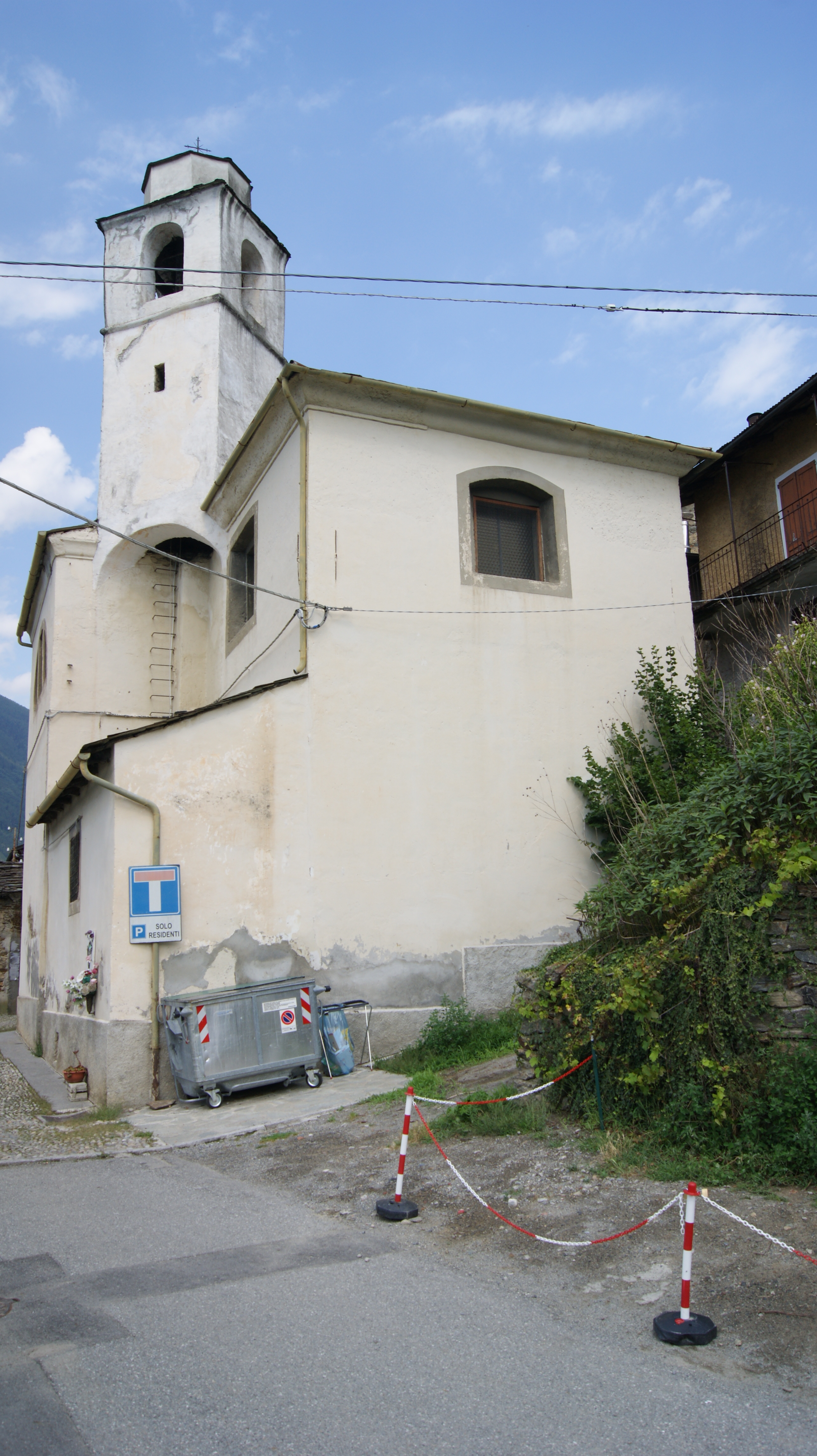
Kirche Santo Stefano

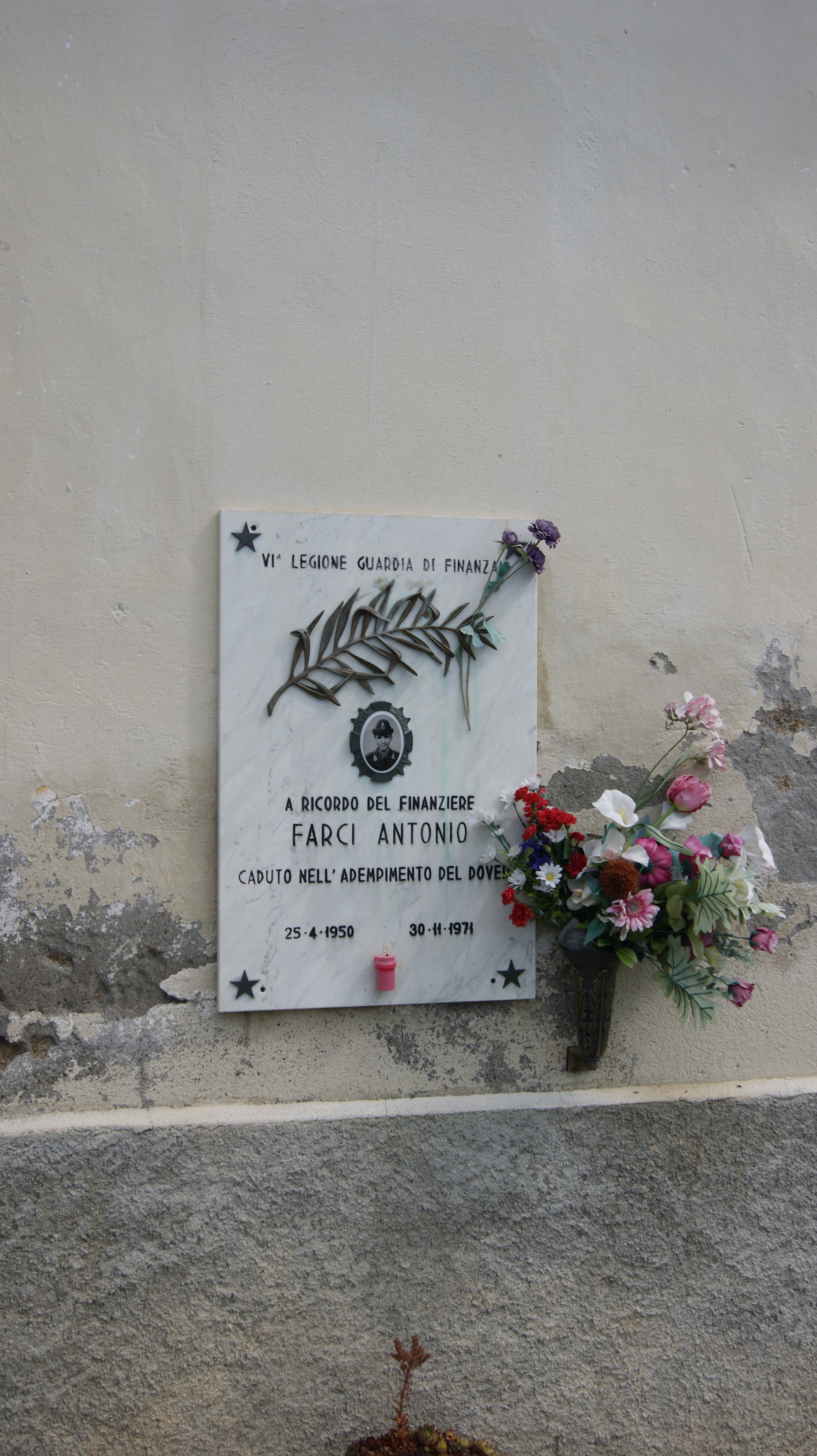
Gedenktafel für den Grenzwächter Antonio Farci (25. April 1950 – 30. November 1971) bei der Kirche Santo Stefano

Roncaiola ist Ausgangs- bzw. Zielpunkt von mehreren Wanderwegen bzw. wird von diesen tangiert. Bekannt sind der Brotweg und der Weg des Schmuggels und der Erinnerung sowie der Wanderweg von und nach Tirano. Daneben besteht auch die Möglichkeit der Nutzung verschiedener Wege durch Mountainbiker.

### Brotweg
Der Brotweg (ital.: Sentiero del pane) führt von Roncaiola  über etwa 4 km nach Baruffini und erinnert an den Weg, den die Bewohner des Dorfes Roncaiola nehmen mussten, um in Baruffini das Korn (Roggen) für das Brot mahlen zu lassen. Der Weg wurde am 26. Mai 2007 eröffnet, beginnt in Roncaiola sehr steil und fällt dann nach Baruffini ab. Er führt zwischen alten, ehemals landwirtschaftlich genutzten, Terrassen hindurch weitgehend im Schatten von Ahornbäumen, Kastanien und Birken. Auf diesem Weg finden sich mehrere Crotti in gut erhaltenem Zustand.

### Weg des Schmuggels und der Erinnerung
Oberhalb von Roncaiola verläuft der „Weg des Schmuggels und der Erinnerung“ (ital.: Sentiero del contrabbande), der 2007 eröffnet wurde von und nach Baruffini führt. Der Weg ist zwei Opfern der Schmuggeltätigkeit im vergangenen Jahrhundert gewidmet, Irma Rinaldi (Schmugglerin) und Dario Cinus (Finanzwache). Die Länge des Rundweges beträgt etwa 8,5 km, der Höhenunterschied rund 450 Meter und die Wanderzeit etwa 4 Stunden. An der Kirche von Santo Stefano findet sich eine weitere Erinnerungstafel für den Grenzwächter Antonio Farci.

### Wanderweg nach Tirano
Von bzw. nach Roncaiola führt ein sehr sehenswerter Wanderweg nach Tirano durch Weinberge und ehemalige, landwirtschaftlich genutzte Terrassen sowie Wald, indem alte Unterstände, Lagerräume und Bewässerungsanlagen angefunden werden können sowie vorbei am alten Friedhof von Roncaiola. Die Wanderzeit beträgt etwa 1,25 Stunden, der Höhenunterschied etwa 380 Meter.